# Llista de topònims de Santa Cristina d'Aro
Llista de topònims (noms propis de lloc) del municipi de Santa Cristina d'Aro, al Baix Empordà
Informació actualitzada per un bot. Els canvis manuals es perdran quan s'actualitzi!

## arbre singular
| imatge | Nom                  | Ubicat a             | instància de   | Detalls                                                                 | coordenades                                                                                           | Protecció        | Commons (més fotos) | Dades a WD                    |
| ------ | -------------------- | -------------------- | -------------- | ----------------------------------------------------------------------- | --- | ---------------- | ------------------- | ----------------------------- |
|        | Pi Gros d'en Cama    | Santa Cristina d'Aro | arbre singular | Taxon: pi pinyer (Pinus pinea) Ample: 18.8m Alt: 30.5m Perímetre: 3.81m | 41° 51′ 01″ N, 2° 58′ 58″ E / 41.85018°N,2.98288°E ca:Romanyà de la Selva, 330 metres al sud 265 msnm | arbre monumental | Pi Gros d'en Cama   | Modifica les dades a Wikidata |
|        | pi del Mas Salvador  | Santa Cristina d'Aro | arbre singular |                                                                         | 41° 51′ 14″ N, 2° 57′ 34″ E / 41.853884°N,2.959356°E 182 msnm                                         |                  |                     | Modifica les dades a Wikidata |
|        | suro de les Mentides | Santa Cristina d'Aro | arbre singular | Taxon: alzina surera (Quercus suber)                                    | 41° 51′ 37″ N, 2° 59′ 10″ E / 41.86036°N,2.986157°E 330 msnm                                          |                  |                     | Modifica les dades a Wikidata |
|        | suro del Llop        | Santa Cristina d'Aro | arbre singular | Taxon: alzina surera (Quercus suber)                                    | 41° 46′ 05″ N, 2° 57′ 20″ E / 41.767935°N,2.955601°E 371 msnm                                         |                  |                     | Modifica les dades a Wikidata |

## bassa
| imatge | Nom                   | Ubicat a             | instància de | Detalls | coordenades                                                            | Protecció | Commons (més fotos) | Dades a WD                    |
| ------ | --------------------- | -------------------- | ------------ | ------- | ---------------------------------------------------------------------- | --------- | ------------------- | ----------------------------- |
|        | Bassa de Can Duran    | Santa Cristina d'Aro | bassa        |         | 41° 47′ 41″ N, 2° 56′ 47″ E / 41.79467229900771°N,2.946267127990723°E  |           |                     | Modifica les dades a Wikidata |
|        | Bassa de Sant Baldiri | Santa Cristina d'Aro | bassa        |         | 41° 46′ 39″ N, 2° 57′ 47″ E / 41.77743266477813°N,2.9630845785140996°E |           |                     | Modifica les dades a Wikidata |

## cabana
| imatge | Nom                 | Ubicat a             | instància de | Detalls | coordenades                                                         | Protecció | Commons (més fotos) | Dades a WD                    |
| ------ | ------------------- | -------------------- | ------------ | ------- | ------------------------------------------------------------------- | --------- | ------------------- | ----------------------------- |
|        | barraca d'en Furroi | Santa Cristina d'Aro | cabana       |         | 41° 52′ 03″ N, 2° 59′ 24″ E / 41.8673818299414°N,2.99003486688582°E |           |                     | Modifica les dades a Wikidata |
|        | els Caputxins       | Santa Cristina d'Aro | cabana       |         | 41° 45′ 58″ N, 2° 57′ 26″ E / 41.7661721382702°N,2.95721854203982°E |           |                     | Modifica les dades a Wikidata |

## casa
| imatge | Nom            | Ubicat a             | instància de | Detalls                           | coordenades                                          | Protecció                                  | Commons (més fotos) | Dades a WD                    |
| ------ | -------------- | -------------------- | ------------ | --------------------------------- | ---------------------------------------------------- | ------------------------------------------ | ------------------- | ----------------------------- |
|        | Cal Gorgo      | Santa Cristina d'Aro | casa         | Estil: historicisme arquitectònic | 41° 48′ 58″ N, 3° 00′ 07″ E / 41.815973°N,3.001816°E | bé integrant del patrimoni cultural català |                     | Modifica les dades a Wikidata |
|        | Can Frare      | Santa Cristina d'Aro | casa         | Estil: barroc                     | 41° 49′ 11″ N, 3° 00′ 05″ E / 41.819593°N,3.001431°E | bé integrant del patrimoni cultural català |                     | Modifica les dades a Wikidata |
|        | Can J. Masachs | Santa Cristina d'Aro | casa         | Estil: arquitectura eclèctica     | 41° 48′ 42″ N, 2° 59′ 54″ E / 41.811717°N,2.998355°E | bé integrant del patrimoni cultural català |                     | Modifica les dades a Wikidata |

## collada
| imatge | Nom                | Ubicat a             | instància de | Detalls | coordenades                                                             | Protecció | Commons (més fotos) | Dades a WD                    |
| ------ | ------------------ | -------------------- | ------------ | ------- | ----------------------------------------------------------------------- | --------- | ------------------- | ----------------------------- |
|        | Coll de Ceps       | Santa Cristina d'Aro | collada      |         | 41° 47′ 09″ N, 2° 57′ 38″ E / 41.785825065777864°N,2.9605150222778325°E |           |                     | Modifica les dades a Wikidata |
|        | Coll de l'Escorpí  | Santa Cristina d'Aro | collada      |         | 41° 46′ 46″ N, 2° 58′ 25″ E / 41.77948886460703°N,2.973647117614746°E   |           |                     | Modifica les dades a Wikidata |
|        | Collet de Montclar | Santa Cristina d'Aro | collada      |         | 41° 47′ 19″ N, 2° 57′ 29″ E / 41.78862895494624°N,2.9580849409103394°E  |           |                     | Modifica les dades a Wikidata |
|        | coll del Corb      | Santa Cristina d'Aro | collada      |         | 41° 47′ 42″ N, 2° 57′ 41″ E / 41.7949282586472°N,2.9615074396133427°E   |           |                     | Modifica les dades a Wikidata |

## cova
| imatge | Nom                        | Ubicat a             | instància de | Detalls | coordenades                                                            | Protecció | Commons (més fotos) | Dades a WD                    |
| ------ | -------------------------- | -------------------- | ------------ | ------- | ---------------------------------------------------------------------- | --------- | ------------------- | ----------------------------- |
|        | Cova artificial dels Moros | Santa Cristina d'Aro | cova         |         | 41° 48′ 38″ N, 2° 57′ 47″ E / 41.810667811927026°N,2.963122129440308°E |           |                     | Modifica les dades a Wikidata |
|        | Cova de Satuna             | Santa Cristina d'Aro | cova         |         | 41° 47′ 25″ N, 2° 58′ 03″ E / 41.7902248370986°N,2.9676175117492676°E  |           |                     | Modifica les dades a Wikidata |
|        | Cova dels Lladres          | Santa Cristina d'Aro | cova         |         | 41° 46′ 25″ N, 2° 57′ 43″ E / 41.77372813840258°N,2.961952686309815°E  |           |                     | Modifica les dades a Wikidata |
|        | cova de la Tuna            | Santa Cristina d'Aro | cova         |         | 41° 48′ 07″ N, 2° 58′ 09″ E / 41.801924783312°N,2.96918408562728°E     |           |                     | Modifica les dades a Wikidata |

## creu de terme
| imatge | Nom                                    | Ubicat a             | instància de  | Detalls                       | coordenades                                                                   | Protecció                                  | Commons (més fotos)                    | Dades a WD                    |
| ------ | -------------------------------------- | -------------------- | ------------- | ----------------------------- | ----------------------------------------------------------------------------- | ------------------------------------------ | -------------------------------------- | ----------------------------- |
|        | creu de Romanyà                        | Santa Cristina d'Aro | creu de terme | Estil: arquitectura eclèctica | 41° 51′ 19″ N, 2° 59′ 07″ E / 41.855303°N,2.985144°E ca:Romanyà de la Selva   | bé integrant del patrimoni cultural català | Creu de Romanyà                        | Modifica les dades a Wikidata |
|        | creu del Pedró de Santa Cristina d'Aro | Santa Cristina d'Aro | creu de terme | Estil: arquitectura popular   | 41° 49′ 01″ N, 3° 00′ 11″ E / 41.81705°N,3.00316°E ca:Plaça del Pedró 63 msnm | bé integrant del patrimoni cultural català | Creu del Pedró de Santa Cristina d'Aro | Modifica les dades a Wikidata |

## curs d'aigua
| imatge | Nom                | Ubicat a                                                              | instància de | Detalls                                 | coordenades | Protecció | Commons (més fotos) | Dades a WD                    |
| ------ | ------------------ | --------------------------------------------------------------------- | ------------ | --------------------------------------- | --- | --------- | ------------------- | ----------------------------- |
|        | Ridaura            | Llagostera Santa Cristina d'Aro Castell d'Aro, Platja d'Aro i s'Agaró | curs d'aigua | Desemboca: mar Mediterrània             | 41° 46′ 37″ N, 2° 57′ 40″ E / 41.776891°N,2.961194°E 41° 48′ 23″ N, 3° 03′ 57″ E / 41.806287°N,3.065783°E         |           | Ridaura             | Modifica les dades a Wikidata |
|        | riera Verneda      | Llagostera Cassà de la Selva Santa Cristina d'Aro                     | curs d'aigua |                                         | 41° 51′ 46″ N, 2° 52′ 20″ E / 41.862711°N,2.872125°E                                                              |           | Riera Verneda       | Modifica les dades a Wikidata |
|        | riera de Mas Cases | Santa Cristina d'Aro                                                  | curs d'aigua |                                         | 41° 53′ 00″ N, 2° 59′ 13″ E / 41.88341°N,2.987023°E 41° 51′ 20″ N, 3° 01′ 30″ E / 41.855647°N,3.025035°E          |           | Riera de Mas Cases  | Modifica les dades a Wikidata |
|        | riera de Mas Riera | Santa Cristina d'Aro                                                  | curs d'aigua |                                         | 41° 50′ 46″ N, 2° 59′ 35″ E / 41.8460472222°N,2.99301666667°E 41° 51′ 20″ N, 3° 01′ 30″ E / 41.85568°N,3.024947°E |           | Riera de Mas Riera  | Modifica les dades a Wikidata |
|        | riera dels Molins  | Santa Cristina d'Aro Calonge i Sant Antoni                            | curs d'aigua | Desemboca: riera de Calonge Llarg: 11km | |           |                     | Modifica les dades a Wikidata |

## dolmen
| imatge | Nom                              | Ubicat a             | instància de                | Detalls | coordenades                                                                                      | Protecció                                            | Commons (més fotos)              | Dades a WD                    |
| ------ | -------------------------------- | -------------------- | --------------------------- | ------- | ------------------------------------------------------------------------------------------------ | ---------------------------------------------------- | -------------------------------- | ----------------------------- |
|        | Cista d'en Guitó                 | Santa Cristina d'Aro | dolmen                      |         | 41° 50′ 49″ N, 2° 59′ 07″ E / 41.8469446920474°N,2.98537627493025°E                              |                                                      |                                  | Modifica les dades a Wikidata |
|        | Cista de la Carretera de Calonge | Santa Cristina d'Aro | dolmen jaciment arqueològic |         | 41° 51′ 19″ N, 2° 59′ 33″ E / 41.85538611111111°N,2.992608888888889°E                            | bé cultural d'interès local                          | Cista de la Carretera de Calonge | Modifica les dades a Wikidata |
|        | Cova d'en Daina                  | Santa Cristina d'Aro | dolmen jaciment arqueològic |         | 41° 51′ 24″ N, 2° 59′ 34″ E / 41.8567899457317°N,2.99289182789279°E ca:Ctra. GIV-6612, km, 8,700 | bé d'interès cultural bé cultural d'interès nacional | Cova d'en Daina                  | Modifica les dades a Wikidata |
|        | dolmen d'en Roquet               | Santa Cristina d'Aro | dolmen                      |         | 41° 52′ 02″ N, 2° 59′ 06″ E / 41.8673542571194°N,2.98496193376811°E                              |                                                      |                                  | Modifica les dades a Wikidata |
|        | dolmen del Mas Bou-serenys       | Santa Cristina d'Aro | dolmen                      |         | 41° 49′ 54″ N, 2° 59′ 48″ E / 41.8318°N,2.9967°E                                                 | bé cultural d'interès local                          |                                  | Modifica les dades a Wikidata |

## edifici
| imatge | Nom                               | Ubicat a             | instància de | Detalls                     | coordenades                                                                                 | Protecció                                  | Commons (més fotos)               | Dades a WD                    |
| ------ | --------------------------------- | -------------------- | ------------ | --------------------------- | ------------------------------------------------------------------------------------------- | ------------------------------------------ | --------------------------------- | ----------------------------- |
|        | Casa estudi per al dibuixant Cesc | Santa Cristina d'Aro | edifici      |                             |                                                                                             | bé integrant del patrimoni cultural català |                                   | Modifica les dades a Wikidata |
|        | Edifici d'Opel                    | Santa Cristina d'Aro | edifici      |                             | 41° 48′ 56″ N, 2° 59′ 33″ E / 41.81556963713531°N,2.992572784423829°E                       |                                            |                                   | Modifica les dades a Wikidata |
|        | Fita Mas Salvador                 | Santa Cristina d'Aro | edifici      | Estil: arquitectura popular |                                                                                             | bé integrant del patrimoni cultural català |                                   | Modifica les dades a Wikidata |
|        | Magatzem del Manantial de Salenys | Santa Cristina d'Aro | edifici      | Estil: modernisme català    | 41° 49′ 42″ N, 2° 58′ 45″ E / 41.828369°N,2.979171°E                                        | bé integrant del patrimoni cultural català | Magatzem del Manantial de Salenys | Modifica les dades a Wikidata |
|        | Manantial de Salenys              | Santa Cristina d'Aro | edifici      |                             | 41° 50′ 23″ N, 2° 57′ 59″ E / 41.839841°N,2.966292°E ca:Ctra. de Romanyà, Bell-lloc 42 msnm | bé integrant del patrimoni cultural català | Manantial de Salenys              | Modifica les dades a Wikidata |

## entitat singular de població
| imatge | Nom                  | Ubicat a             | instància de                                                                   | Detalls                   | coordenades                                                                  | Protecció | Commons (més fotos)              | Dades a WD                    |
| ------ | -------------------- | -------------------- | ------------------------------------------------------------------------------ | ------------------------- | ---------------------------------------------------------------------------- | --------- | -------------------------------- | ----------------------------- |
|        | Bell-lloc            | Santa Cristina d'Aro | entitat singular de població ens local històric de Catalunya                   | 328 hab                   | 41° 50′ 07″ N, 2° 59′ 04″ E / 41.835376571837°N,2.984424289098°E 120 msnm    |           | Bell-lloc (Santa Cristina d’Aro) | Modifica les dades a Wikidata |
|        | Bufaganyes           | Santa Cristina d'Aro | entitat singular de població                                                   | 477 hab                   | 41° 48′ 18″ N, 3° 01′ 05″ E / 41.80489°N,3.01815°E 27 msnm                   |           |                                  | Modifica les dades a Wikidata |
|        | Camps de Santa Maria | Santa Cristina d'Aro | entitat singular de població                                                   | 19 hab                    | 41° 48′ 39″ N, 3° 00′ 51″ E / 41.81075°N,3.014281°E 29 msnm                  |           |                                  | Modifica les dades a Wikidata |
|        | Canyet               | Santa Cristina d'Aro | entitat singular de població                                                   | 86 hab                    | 41° 45′ 42″ N, 2° 58′ 44″ E / 41.761571°N,2.978957°E 67 msnm                 |           | Canyet de Mar                    | Modifica les dades a Wikidata |
|        | Roca de Malvet       | Santa Cristina d'Aro | entitat singular de població                                                   | 414 hab                   | 41° 49′ 50″ N, 2° 59′ 57″ E / 41.8306340854762°N,2.99921721516057°E 113 msnm |           |                                  | Modifica les dades a Wikidata |
|        | Romanyà de la Selva  | Santa Cristina d'Aro | entitat singular de població ens local històric de Catalunya                   | 404 hab Superfície: 32km² | 41° 51′ 00″ N, 2° 59′ 06″ E / 41.85°N,2.985°E 325 msnm                       |           | Romanyà de la Selva              | Modifica les dades a Wikidata |
|        | Salom                | Santa Cristina d'Aro | entitat singular de població                                                   | 540 hab                   | 41° 48′ 59″ N, 3° 00′ 29″ E / 41.816448°N,3.00798°E 63 msnm                  |           |                                  | Modifica les dades a Wikidata |
|        | Santa Cristina d'Aro | Santa Cristina d'Aro | entitat singular de població ens local històric de Catalunya capital municipal | 2954 hab                  | 41° 48′ 55″ N, 3° 00′ 11″ E / 41.81534°N,3.002917°E 29 msnm                  |           |                                  | Modifica les dades a Wikidata |
|        | Solius               | Santa Cristina d'Aro | entitat singular de població ens local històric de Catalunya                   | 88 hab Superfície: 12km²  | 41° 48′ 54″ N, 2° 57′ 36″ E / 41.815°N,2.96°E 100 msnm                       |           | Solius                           | Modifica les dades a Wikidata |
|        | el Vilar             | Santa Cristina d'Aro | entitat singular de població                                                   | 521 hab                   | 41° 48′ 18″ N, 2° 59′ 25″ E / 41.8050629213797°N,2.99014083378858°E 48 msnm  |           |                                  | Modifica les dades a Wikidata |

## església
| imatge | Nom                                | Ubicat a             | instància de                 | Detalls                              | coordenades                                                                                 | Protecció                                  | Commons (més fotos)               | Dades a WD                    |
| ------ | ---------------------------------- | -------------------- | ---------------------------- | ------------------------------------ | ------------------------------------------------------------------------------------------- | ------------------------------------------ | --------------------------------- | ----------------------------- |
|        | Convent de Santa Elena             | Santa Cristina d'Aro | església                     | Estil: arquitectura popular          | 41° 48′ 48″ N, 2° 58′ 07″ E / 41.813273°N,2.968545°E                                        | bé integrant del patrimoni cultural català | Can Vicens de Solius              | Modifica les dades a Wikidata |
|        | Sant Baldiri de Solius             | Santa Cristina d'Aro | església                     | Estil: arquitectura popular          | 41° 46′ 41″ N, 2° 57′ 45″ E / 41.777986°N,2.962525°E                                        | bé integrant del patrimoni cultural català | Sant Baldiri de Solius            | Modifica les dades a Wikidata |
|        | Sant Josep de Santa Cristina d'Aro | Santa Cristina d'Aro | església                     | Estil: historicisme arquitectònic    | 41° 48′ 38″ N, 3° 01′ 08″ E / 41.810666°N,3.018863°E                                        | bé integrant del patrimoni cultural català |                                   | Modifica les dades a Wikidata |
|        | Santa Agnès de Solius              | Santa Cristina d'Aro | església                     | Estil: arquitectura barroca          | 41° 48′ 53″ N, 2° 57′ 43″ E / 41.814786°N,2.961926°E ca:Solius. Ctra. GIV-6611, km 2        | bé integrant del patrimoni cultural català | Santa Agnès de Solius             | Modifica les dades a Wikidata |
|        | Santa Maria de Bell-lloc d'Aro     | Santa Cristina d'Aro | església                     |                                      | 41° 50′ 23″ N, 2° 58′ 40″ E / 41.839853°N,2.977822°E                                        | bé integrant del patrimoni cultural català | Santa Maria de Bell-lloc d'Aro    | Modifica les dades a Wikidata |
|        | Santa Maria de Solius              | Solius               | església monestir cistercenc | Estil: arquitectura neoclàssica 1967 | 41° 48′ 53″ N, 2° 57′ 44″ E / 41.814775°N,2.962232°E 80 msnm                                |                                            | Santa Agnès de Solius             | Modifica les dades a Wikidata |
|        | església de Sant Martí de Romanyà  | Santa Cristina d'Aro | església                     | Estil: arquitectura romànica         | 41° 51′ 13″ N, 2° 59′ 04″ E / 41.8537078883212°N,2.984375953674317°E ca:Romanyà de la Selva | bé integrant del patrimoni cultural català | Església de Sant Martí de Romanyà | Modifica les dades a Wikidata |
|        | església de Santa Cristina d'Aro   | Santa Cristina d'Aro | església                     | Estil: arquitectura romànica         | 41° 48′ 56″ N, 3° 00′ 12″ E / 41.8156°N,3.00329°E ca:Plaça de l'Església                    | bé integrant del patrimoni cultural català | Església de Santa Cristina d'Aro  | Modifica les dades a Wikidata |

## estació de ferrocarril
| imatge | Nom                     | Ubicat a             | instància de           | Detalls | coordenades                                                                               | Protecció                                  | Commons (més fotos)                            | Dades a WD                    |
| ------ | ----------------------- | -------------------- | ---------------------- | ------- | ----------------------------------------------------------------------------------------- | ------------------------------------------ | ---------------------------------------------- | ----------------------------- |
|        | Baixador de Font-Picant | Santa Cristina d'Aro | estació de ferrocarril |         | 41° 49′ 41″ N, 2° 58′ 49″ E / 41.828135°N,2.980159°E                                      | bé integrant del patrimoni cultural català | Baixador de Font-Picant (Santa Cristina d'Aro) | Modifica les dades a Wikidata |
|        | Estació del Carrilet    | Santa Cristina d'Aro | estació de ferrocarril |         | 41° 48′ 50″ N, 3° 00′ 09″ E / 41.813811°N,3.002364°E ca:Carretera de Platja d'Aro 35 msnm | bé integrant del patrimoni cultural català | Estació del Carrilet (Santa Cristina d'Aro)    | Modifica les dades a Wikidata |

## font
| imatge | Nom                              | Ubicat a             | instància de     | Detalls                    | coordenades                                                            | Protecció                                  | Commons (més fotos)              | Dades a WD                    |
| ------ | -------------------------------- | -------------------- | ---------------- | -------------------------- | ---------------------------------------------------------------------- | ------------------------------------------ | -------------------------------- | ----------------------------- |
|        | Font d'en Codolar                | Santa Cristina d'Aro | font cos d'aigua |                            | 41° 46′ 28″ N, 2° 58′ 21″ E / 41.774392248504434°N,2.972434759140015°E |                                            |                                  | Modifica les dades a Wikidata |
|        | Font de Panedes                  | Santa Cristina d'Aro | font             |                            | 41° 50′ 47″ N, 2° 57′ 45″ E / 41.846339°N,2.962469°E                   |                                            |                                  | Modifica les dades a Wikidata |
|        | Font de la Merla                 | Santa Cristina d'Aro | font cos d'aigua |                            | 41° 46′ 26″ N, 2° 57′ 31″ E / 41.77393617363194°N,2.958476543426514°E  |                                            |                                  | Modifica les dades a Wikidata |
|        | Font de la Serp                  | Santa Cristina d'Aro | font cos d'aigua |                            | 41° 48′ 11″ N, 2° 57′ 29″ E / 41.80305444575587°N,2.958004474639893°E  |                                            |                                  | Modifica les dades a Wikidata |
|        | Font de les Guilles              | Santa Cristina d'Aro | font cos d'aigua |                            | 41° 47′ 19″ N, 2° 58′ 40″ E / 41.788680951732715°N,2.977702617645264°E |                                            |                                  | Modifica les dades a Wikidata |
|        | Font dels Gossos                 | Santa Cristina d'Aro | font cos d'aigua |                            | 41° 46′ 52″ N, 2° 58′ 06″ E / 41.78106497314633°N,2.9683470726013184°E |                                            |                                  | Modifica les dades a Wikidata |
|        | font Josepa                      | Santa Cristina d'Aro | font             |                            |                                                                        |                                            |                                  | Modifica les dades a Wikidata |
|        | font Picant                      | Santa Cristina d'Aro | font             |                            |                                                                        |                                            |                                  | Modifica les dades a Wikidata |
|        | font de Penedes                  | Santa Cristina d'Aro | font             |                            |                                                                        |                                            |                                  | Modifica les dades a Wikidata |
|        | font de l'ermita de Sant Baldiri | Santa Cristina d'Aro | font             | Estil: arquitectura gòtica | 41° 46′ 41″ N, 2° 57′ 45″ E / 41.777991°N,2.962455°E                   | bé integrant del patrimoni cultural català | Font de l'ermita de Sant Baldiri | Modifica les dades a Wikidata |
|        | font d’en Pi                     | Santa Cristina d'Aro | font             |                            | 41° 48′ 04″ N, 3° 00′ 22″ E / 41.801151370698°N,3.0060995517461°E      |                                            |                                  | Modifica les dades a Wikidata |

## indret
| imatge | Nom                     | Ubicat a             | instància de | Detalls | coordenades                                                            | Protecció | Commons (més fotos) | Dades a WD                    |
| ------ | ----------------------- | -------------------- | ------------ | ------- | ---------------------------------------------------------------------- | --------- | ------------------- | ----------------------------- |
|        | Mirador de les Mirandes | Santa Cristina d'Aro | indret       |         | 41° 50′ 49″ N, 2° 58′ 55″ E / 41.84693882880458°N,2.9818439483642583°E |           |                     | Modifica les dades a Wikidata |
|        | Roca Verdera            | Santa Cristina d'Aro | indret       |         | 41° 46′ 52″ N, 2° 58′ 31″ E / 41.78109697494891°N,2.97531008720398°E   |           |                     | Modifica les dades a Wikidata |
|        | la Creu d'en Barraquer  | Santa Cristina d'Aro | indret       |         | 41° 46′ 39″ N, 2° 58′ 36″ E / 41.777464668393385°N,2.97655463218689°E  |           |                     | Modifica les dades a Wikidata |

## masia
| imatge | Nom                             | Ubicat a             | instància de  | Detalls                                                                  | coordenades                                                                                   | Protecció                                  | Commons (més fotos)                   | Dades a WD                    |
| ------ | ------------------------------- | -------------------- | ------------- | ------------------------------------------------------------------------ | --------------------------------------------------------------------------------------------- | ------------------------------------------ | ------------------------------------- | ----------------------------- |
|        | Ca l'Almeda                     | Santa Cristina d'Aro | masia         |                                                                          | 41° 51′ 13″ N, 2° 59′ 00″ E / 41.85361998304821°N,2.983447909355164°E 311 msnm                |                                            |                                       | Modifica les dades a Wikidata |
|        | Ca n'Oliu                       | Santa Cristina d'Aro | masia         |                                                                          | 41° 49′ 35″ N, 2° 58′ 54″ E / 41.8263002965941°N,2.98172019623266°E                           |                                            |                                       | Modifica les dades a Wikidata |
|        | Cal Cossier                     | Santa Cristina d'Aro | masia         |                                                                          | 41° 49′ 13″ N, 2° 58′ 54″ E / 41.8202206064798°N,2.9817098844793°E                            |                                            |                                       | Modifica les dades a Wikidata |
|        | Cal Forroi                      | Santa Cristina d'Aro | masia         |                                                                          | 41° 49′ 32″ N, 3° 00′ 00″ E / 41.82547009498°N,3.0000809791391°E                              |                                            |                                       | Modifica les dades a Wikidata |
|        | Cal Grill                       | Santa Cristina d'Aro | masia         |                                                                          | 41° 49′ 20″ N, 3° 00′ 15″ E / 41.8221494710698°N,3.00425056257468°E                           |                                            |                                       | Modifica les dades a Wikidata |
|        | Cal Mas Pages                   | Santa Cristina d'Aro | masia         | Estil: historicisme arquitectònic                                        |                                                                                               | bé integrant del patrimoni cultural català |                                       | Modifica les dades a Wikidata |
|        | Cal Petit                       | Santa Cristina d'Aro | masia         |                                                                          | 41° 48′ 47″ N, 2° 56′ 35″ E / 41.8129483821951°N,2.94313729926564°E                           |                                            |                                       | Modifica les dades a Wikidata |
|        | Cal Provençal                   | Santa Cristina d'Aro | masia         | Estil: arquitectura popular                                              | 41° 48′ 14″ N, 3° 01′ 15″ E / 41.803987°N,3.020769°E                                          | bé integrant del patrimoni cultural català |                                       | Modifica les dades a Wikidata |
|        | Cal Rei                         | Santa Cristina d'Aro | masia         |                                                                          | 41° 50′ 43″ N, 2° 58′ 16″ E / 41.845281525888°N,2.9711718648093°E                             |                                            |                                       | Modifica les dades a Wikidata |
|        | Can Bas                         | Santa Cristina d'Aro | masia         |                                                                          | 41° 51′ 29″ N, 2° 58′ 19″ E / 41.85814295209044°N,2.9720485210418706°E 206 msnm               |                                            |                                       | Modifica les dades a Wikidata |
|        | Can Bigues                      | Santa Cristina d'Aro | masia         |                                                                          | 41° 47′ 43″ N, 3° 00′ 26″ E / 41.79533219287384°N,3.0071157217025757°E 81 msnm                |                                            |                                       | Modifica les dades a Wikidata |
|        | Can Calvet                      | Santa Cristina d'Aro | masia         |                                                                          | 41° 47′ 45″ N, 3° 00′ 35″ E / 41.79580011349832°N,3.0098569393157963°E 105 msnm               |                                            |                                       | Modifica les dades a Wikidata |
|        | Can Cama                        | Santa Cristina d'Aro | masia         | Estil: arquitectura popular                                              | 41° 48′ 58″ N, 2° 57′ 54″ E / 41.816168°N,2.964919°E                                          | bé integrant del patrimoni cultural català |                                       | Modifica les dades a Wikidata |
|        | Can Cama                        | Santa Cristina d'Aro | masia         |                                                                          | 41° 51′ 13″ N, 2° 59′ 05″ E / 41.85350810343512°N,2.9846119880676274°E 328 msnm               |                                            |                                       | Modifica les dades a Wikidata |
|        | Can Cama de Romanyà de la Selva | Santa Cristina d'Aro | masia         |                                                                          | 41° 51′ 12″ N, 2° 59′ 05″ E / 41.85342°N,2.9846°E                                             | bé integrant del patrimoni cultural català |                                       | Modifica les dades a Wikidata |
|        | Can Carbó                       | Santa Cristina d'Aro | masia         |                                                                          | 41° 50′ 17″ N, 2° 58′ 34″ E / 41.838105°N,2.976169°E                                          | bé integrant del patrimoni cultural català |                                       | Modifica les dades a Wikidata |
|        | Can Castelló de Canyet          | Santa Cristina d'Aro | masia         |                                                                          | 41° 45′ 36″ N, 2° 58′ 51″ E / 41.759936603797°N,2.98070449500034°E                            |                                            |                                       | Modifica les dades a Wikidata |
|        | Can Cateura                     | Santa Cristina d'Aro | masia         |                                                                          | 41° 51′ 00″ N, 2° 57′ 45″ E / 41.84989588505973°N,2.962510585784913°E                         |                                            |                                       | Modifica les dades a Wikidata |
|        | Can Codolar                     | Santa Cristina d'Aro | masia edifici |                                                                          | 41° 46′ 38″ N, 2° 58′ 06″ E / 41.77710462680107°N,2.96830415725708°E                          |                                            |                                       | Modifica les dades a Wikidata |
|        | Can Creixell                    | Santa Cristina d'Aro | masia         | Estil: neoclassicisme                                                    | 41° 48′ 54″ N, 2° 58′ 16″ E / 41.814999°N,2.971223°E                                          | bé integrant del patrimoni cultural català |                                       | Modifica les dades a Wikidata |
|        | Can Croses                      | Santa Cristina d'Aro | masia edifici |                                                                          | 41° 48′ 17″ N, 2° 59′ 04″ E / 41.80465396750038°N,2.984375953674317°E                         |                                            |                                       | Modifica les dades a Wikidata |
|        | Can Dalmau                      | Santa Cristina d'Aro | masia         |                                                                          | 41° 48′ 28″ N, 2° 58′ 09″ E / 41.807831°N,2.969258°E                                          | bé integrant del patrimoni cultural català |                                       | Modifica les dades a Wikidata |
|        | Can Deulofeu                    | Santa Cristina d'Aro | masia         |                                                                          | 41° 48′ 44″ N, 3° 00′ 35″ E / 41.812145°N,3.009776°E 19 msnm                                  |                                            | Can Deulofeu (Santa Cristina d'Aro)   | Modifica les dades a Wikidata |
|        | Can Dilla                       | Santa Cristina d'Aro | masia         |                                                                          | 41° 49′ 13″ N, 3° 00′ 03″ E / 41.8202310665289°N,3.0008308217108°E                            |                                            |                                       | Modifica les dades a Wikidata |
|        | Can Duran                       | Santa Cristina d'Aro | masia         | Estil: historicisme arquitectònic                                        | 41° 48′ 21″ N, 3° 00′ 04″ E / 41.805696°N,3.001166°E 33 msnm                                  | bé integrant del patrimoni cultural català |                                       | Modifica les dades a Wikidata |
|        | Can Duran del Gatellar          | Santa Cristina d'Aro | masia         |                                                                          | 41° 47′ 50″ N, 2° 56′ 39″ E / 41.7971867329654°N,2.94427063575966°E                           |                                            |                                       | Modifica les dades a Wikidata |
|        | Can Gafarot                     | Santa Cristina d'Aro | masia         |                                                                          | 41° 47′ 37″ N, 3° 00′ 14″ E / 41.79368044574984°N,3.0039131641387944°E 103 msnm               |                                            |                                       | Modifica les dades a Wikidata |
|        | Can Gai                         | Santa Cristina d'Aro | masia         |                                                                          | 41° 48′ 27″ N, 2° 58′ 31″ E / 41.80744503731019°N,2.9753208160400395°E 60 msnm                |                                            |                                       | Modifica les dades a Wikidata |
|        | Can Jofre                       | Santa Cristina d'Aro | masia         |                                                                          | 41° 48′ 22″ N, 3° 00′ 04″ E / 41.806162190135°N,3.00108344337868°E                            |                                            |                                       | Modifica les dades a Wikidata |
|        | Can Llac                        | Santa Cristina d'Aro | masia         |                                                                          | 41° 52′ 39″ N, 2° 58′ 41″ E / 41.8775128925198°N,2.9780539624263°E                            |                                            |                                       | Modifica les dades a Wikidata |
|        | Can Llambinet                   | Santa Cristina d'Aro | masia         |                                                                          | 41° 49′ 03″ N, 2° 58′ 11″ E / 41.8173809128247°N,2.96983889716528°E                           |                                            |                                       | Modifica les dades a Wikidata |
|        | Can Llaurador                   | Santa Cristina d'Aro | masia edifici |                                                                          | 41° 48′ 26″ N, 2° 58′ 21″ E / 41.80710115848577°N,2.972466945648194°E                         |                                            |                                       | Modifica les dades a Wikidata |
|        | Can Lloberes                    | Santa Cristina d'Aro | masia         |                                                                          | 41° 47′ 54″ N, 3° 00′ 18″ E / 41.7983076299191°N,3.0049592256546025°E 69 msnm                 |                                            |                                       | Modifica les dades a Wikidata |
|        | Can Lloveras                    | Santa Cristina d'Aro | masia         | Estil: arquitectura popular                                              | 41° 51′ 21″ N, 2° 58′ 18″ E / 41.855697°N,2.971633°E 190 msnm                                 | bé integrant del patrimoni cultural català |                                       | Modifica les dades a Wikidata |
|        | Can Malvet                      | Santa Cristina d'Aro | masia         |                                                                          | 41° 49′ 47″ N, 3° 00′ 21″ E / 41.8296431780111°N,3.00581660379459°E                           |                                            |                                       | Modifica les dades a Wikidata |
|        | Can Merla                       | Santa Cristina d'Aro | masia         |                                                                          | 41° 49′ 08″ N, 3° 00′ 33″ E / 41.818751°N,3.009113°E                                          | bé integrant del patrimoni cultural català |                                       | Modifica les dades a Wikidata |
|        | Can Migranya                    | Santa Cristina d'Aro | masia         |                                                                          | 41° 51′ 24″ N, 3° 00′ 17″ E / 41.8566369523936°N,3.00469861104281°E                           |                                            |                                       | Modifica les dades a Wikidata |
|        | Can Mingo                       | Santa Cristina d'Aro | masia edifici |                                                                          | 41° 48′ 23″ N, 2° 58′ 27″ E / 41.80636541154591°N,2.9741406440734868°E                        |                                            |                                       | Modifica les dades a Wikidata |
|        | Can Narra                       | Santa Cristina d'Aro | masia         |                                                                          | 41° 51′ 04″ N, 3° 01′ 15″ E / 41.8511049137578°N,3.02088894745304°E                           |                                            |                                       | Modifica les dades a Wikidata |
|        | Can Paretes                     | Santa Cristina d'Aro | masia         |                                                                          | 41° 48′ 47″ N, 2° 57′ 38″ E / 41.81293885099474°N,2.9605579376220708°E 84 msnm                |                                            |                                       | Modifica les dades a Wikidata |
|        | Can Pijoan                      | Santa Cristina d'Aro | masia         | Estil: arquitectura popular                                              | 41° 49′ 12″ N, 2° 58′ 00″ E / 41.820136126398°N,2.96653840421441°E                            | bé integrant del patrimoni cultural català |                                       | Modifica les dades a Wikidata |
|        | Can Ponç                        | Santa Cristina d'Aro | masia         |                                                                          | 41° 50′ 34″ N, 2° 59′ 51″ E / 41.8426943339703°N,2.99753075351°E                              |                                            |                                       | Modifica les dades a Wikidata |
|        | Can Preses                      | Santa Cristina d'Aro | masia         |                                                                          | 41° 49′ 27″ N, 2° 59′ 08″ E / 41.8240761288453°N,2.98556210395641°E                           |                                            |                                       | Modifica les dades a Wikidata |
|        | Can Pujol                       | Santa Cristina d'Aro | masia         |                                                                          | 41° 51′ 37″ N, 2° 59′ 52″ E / 41.86026847723158°N,2.997733354568482°E 233 msnm                |                                            |                                       | Modifica les dades a Wikidata |
|        | Can Quietud                     | Santa Cristina d'Aro | masia         |                                                                          | 41° 48′ 48″ N, 2° 57′ 41″ E / 41.81324271631174°N,2.961523532867432°E 78 msnm                 |                                            |                                       | Modifica les dades a Wikidata |
|        | Can Reixach                     | Santa Cristina d'Aro | masia         | Estil: arquitectura popular                                              | 41° 48′ 51″ N, 2° 57′ 57″ E / 41.814051°N,2.965847°E                                          | bé integrant del patrimoni cultural català |                                       | Modifica les dades a Wikidata |
|        | Can Reparat                     | Santa Cristina d'Aro | masia         |                                                                          | 41° 50′ 32″ N, 3° 00′ 18″ E / 41.8421988770663°N,3.00486618481111°E                           |                                            |                                       | Modifica les dades a Wikidata |
|        | Can Revell Petit                | Santa Cristina d'Aro | masia         |                                                                          | 41° 47′ 46″ N, 3° 00′ 50″ E / 41.79618804510112°N,3.0139499902725224°E 87 msnm                |                                            |                                       | Modifica les dades a Wikidata |
|        | Can Ribot                       | Santa Cristina d'Aro | masia         |                                                                          | 41° 49′ 02″ N, 2° 58′ 06″ E / 41.8172093988754°N,2.96841821891658°E                           |                                            |                                       | Modifica les dades a Wikidata |
|        | Can Rifà                        | Santa Cristina d'Aro | masia edifici |                                                                          | 41° 46′ 24″ N, 2° 58′ 48″ E / 41.7733760772465°N,2.9798698425292973°E                         |                                            |                                       | Modifica les dades a Wikidata |
|        | Can Rissec                      | Santa Cristina d'Aro | masia edifici |                                                                          | 41° 48′ 54″ N, 2° 57′ 54″ E / 41.81503389309675°N,2.9648923873901367°E                        |                                            |                                       | Modifica les dades a Wikidata |
|        | Can Roc                         | Santa Cristina d'Aro | masia         |                                                                          | 41° 49′ 11″ N, 3° 00′ 37″ E / 41.8197172173812°N,3.01023467837964°E                           |                                            |                                       | Modifica les dades a Wikidata |
|        | Can Roca                        | Santa Cristina d'Aro | masia         | Estil: arquitectura popular                                              | 41° 48′ 54″ N, 3° 00′ 05″ E / 41.814874°N,3.001377°E ca:Av. de L'Església / Carrer Joan Casas | bé integrant del patrimoni cultural català |                                       | Modifica les dades a Wikidata |
|        | Can Roca                        | Santa Cristina d'Aro | masia         |                                                                          | 41° 47′ 47″ N, 3° 00′ 29″ E / 41.79641600381363°N,3.0080813169479375°E 88 msnm                |                                            |                                       | Modifica les dades a Wikidata |
|        | Can Roca de Malvet              | Santa Cristina d'Aro | masia         |                                                                          | 41° 49′ 46″ N, 2° 59′ 52″ E / 41.8293550837708°N,2.99788050170172°E                           |                                            |                                       | Modifica les dades a Wikidata |
|        | Can Roquet                      | Santa Cristina d'Aro | masia         |                                                                          | 41° 51′ 14″ N, 2° 59′ 03″ E / 41.85375983228938°N,2.9842311143875127°E 320 msnm               |                                            |                                       | Modifica les dades a Wikidata |
|        | Can Rusquelleda                 | Santa Cristina d'Aro | masia         |                                                                          | 41° 49′ 42″ N, 2° 56′ 45″ E / 41.82845013323789°N,2.945859432220459°E 76 msnm                 |                                            |                                       | Modifica les dades a Wikidata |
|        | Can Tallades                    | Santa Cristina d'Aro | masia         |                                                                          | 41° 48′ 31″ N, 2° 56′ 19″ E / 41.8087397437986°N,2.93850610563872°E                           |                                            |                                       | Modifica les dades a Wikidata |
|        | Can Tapioles                    | Santa Cristina d'Aro | masia         | Estil: arquitectura eclèctica 19th century                               | 41° 48′ 57″ N, 3° 00′ 11″ E / 41.81586°N,3.00308°E ca:Av. de Romanyà, 3                       | bé integrant del patrimoni cultural català | Can Tapioles                          | Modifica les dades a Wikidata |
|        | Can Tapioles                    | Santa Cristina d'Aro | masia         | Estil: arquitectura popular                                              | 41° 49′ 10″ N, 2° 57′ 53″ E / 41.819437°N,2.964839°E                                          | bé integrant del patrimoni cultural català |                                       | Modifica les dades a Wikidata |
|        | Can Tarrés                      | Santa Cristina d'Aro | masia         |                                                                          |                                                                                               | bé integrant del patrimoni cultural català |                                       | Modifica les dades a Wikidata |
|        | Can Terrades                    | Santa Cristina d'Aro | masia         |                                                                          | 41° 51′ 00″ N, 3° 01′ 11″ E / 41.8500873465609°N,3.01968396725144°E                           |                                            |                                       | Modifica les dades a Wikidata |
|        | Can Torrelletes                 | Santa Cristina d'Aro | masia         |                                                                          | 41° 48′ 56″ N, 3° 00′ 27″ E / 41.8154751566057°N,3.00744072218377°E                           |                                            |                                       | Modifica les dades a Wikidata |
|        | Can Torres                      | Santa Cristina d'Aro | masia         |                                                                          | 41° 49′ 03″ N, 3° 00′ 31″ E / 41.8176277330716°N,3.00866909282498°E                           |                                            |                                       | Modifica les dades a Wikidata |
|        | Can Tresets                     | Santa Cristina d'Aro | masia         |                                                                          | 41° 49′ 48″ N, 3° 00′ 01″ E / 41.8299495605982°N,3.00033719603077°E                           |                                            |                                       | Modifica les dades a Wikidata |
|        | Can Trueta                      | Santa Cristina d'Aro | masia         |                                                                          | 41° 49′ 05″ N, 3° 00′ 29″ E / 41.8181321714193°N,3.00799489278872°E                           |                                            |                                       | Modifica les dades a Wikidata |
|        | Can Veguer                      | Santa Cristina d'Aro | masia         |                                                                          | 41° 49′ 22″ N, 2° 58′ 55″ E / 41.822766630289°N,2.9820190947308°E                             |                                            |                                       | Modifica les dades a Wikidata |
|        | Can Viló                        | Santa Cristina d'Aro | masia         |                                                                          | 41° 51′ 23″ N, 2° 59′ 52″ E / 41.8562767508932°N,2.9977591365378°E                            |                                            |                                       | Modifica les dades a Wikidata |
|        | Can n'Anglada                   | Santa Cristina d'Aro | masia         |                                                                          | 41° 49′ 00″ N, 2° 58′ 37″ E / 41.816601131693425°N,2.9769086837768555°E 44 msnm               |                                            |                                       | Modifica les dades a Wikidata |
|        | Casa Colls                      | Santa Cristina d'Aro | masia         |                                                                          | 41° 47′ 45″ N, 3° 00′ 25″ E / 41.795944088387806°N,3.006922602653504°E 86 msnm                |                                            |                                       | Modifica les dades a Wikidata |
|        | Casa Rodoreda                   | Santa Cristina d'Aro | masia         |                                                                          | 41° 50′ 50″ N, 2° 59′ 05″ E / 41.847314462448026°N,2.9848480224609375°E 339 msnm              |                                            |                                       | Modifica les dades a Wikidata |
|        | Mas Anglada                     | Santa Cristina d'Aro | masia         |                                                                          | 41° 51′ 12″ N, 2° 57′ 46″ E / 41.853308317924984°N,2.962853908538819°E 187 msnm               |                                            |                                       | Modifica les dades a Wikidata |
|        | Mas Auladell                    | Santa Cristina d'Aro | masia         | Estil: neoclassicisme                                                    | 41° 48′ 59″ N, 2° 57′ 27″ E / 41.816481°N,2.957472°E                                          | bé integrant del patrimoni cultural català |                                       | Modifica les dades a Wikidata |
|        | Mas Aymerich                    | Santa Cristina d'Aro | masia         |                                                                          | 41° 50′ 20″ N, 2° 58′ 35″ E / 41.838992°N,2.976343°E                                          | bé integrant del patrimoni cultural català |                                       | Modifica les dades a Wikidata |
|        | Mas Bagudanys                   | Santa Cristina d'Aro | masia         | Estil: arquitectura popular                                              | 41° 48′ 23″ N, 2° 59′ 28″ E / 41.806362°N,2.991024°E                                          | bé integrant del patrimoni cultural català |                                       | Modifica les dades a Wikidata |
|        | Mas Beuloli                     | Santa Cristina d'Aro | masia         | Estil: arquitectura popular                                              | 41° 48′ 17″ N, 3° 00′ 52″ E / 41.804789°N,3.014372°E                                          | bé integrant del patrimoni cultural català |                                       | Modifica les dades a Wikidata |
|        | Mas Bou                         | Santa Cristina d'Aro | masia         | Estil: arquitectura popular                                              | 41° 49′ 39″ N, 2° 59′ 14″ E / 41.827415°N,2.987312°E                                          | bé integrant del patrimoni cultural català |                                       | Modifica les dades a Wikidata |
|        | Mas Canyet                      | Santa Cristina d'Aro | masia         |                                                                          |                                                                                               | bé integrant del patrimoni cultural català |                                       | Modifica les dades a Wikidata |
|        | Mas Cases                       | Santa Cristina d'Aro | masia         |                                                                          | 41° 52′ 17″ N, 2° 59′ 58″ E / 41.8712552159323°N,2.99933722441575°E                           |                                            |                                       | Modifica les dades a Wikidata |
|        | Mas Darder                      | Santa Cristina d'Aro | masia         | Estil: arquitectura popular                                              | 41° 48′ 20″ N, 3° 00′ 48″ E / 41.80569°N,3.01346°E                                            | bé integrant del patrimoni cultural català |                                       | Modifica les dades a Wikidata |
|        | Mas Gran                        | Santa Cristina d'Aro | masia         |                                                                          | 41° 51′ 54″ N, 3° 00′ 33″ E / 41.8651211736089°N,3.00912133013964°E                           |                                            |                                       | Modifica les dades a Wikidata |
|        | Mas Guitó                       | Santa Cristina d'Aro | masia         | Estil: neoclassicisme                                                    | 41° 51′ 15″ N, 2° 59′ 04″ E / 41.854127°N,2.984397°E                                          | bé integrant del patrimoni cultural català | Mas Guitó                             | Modifica les dades a Wikidata |
|        | Mas Maiensa                     | Santa Cristina d'Aro | masia         |                                                                          | 41° 50′ 35″ N, 2° 59′ 27″ E / 41.8431713669928°N,2.9909058783109°E                            |                                            |                                       | Modifica les dades a Wikidata |
|        | Mas Maimí                       | Santa Cristina d'Aro | masia         |                                                                          | 41° 50′ 32″ N, 2° 58′ 14″ E / 41.8421501608635°N,2.97051383335487°E                           |                                            |                                       | Modifica les dades a Wikidata |
|        | Mas Mallensa                    | Santa Cristina d'Aro | masia         |                                                                          | 41° 49′ 24″ N, 2° 59′ 27″ E / 41.82326946305733°N,2.990856170654297°E                         |                                            |                                       | Modifica les dades a Wikidata |
|        | Mas Marcó                       | Santa Cristina d'Aro | masia         |                                                                          | 41° 51′ 25″ N, 3° 00′ 17″ E / 41.85692833457604°N,3.0047929286956787°E                        |                                            |                                       | Modifica les dades a Wikidata |
|        | Mas Miquel                      | Santa Cristina d'Aro | masia         |                                                                          | 41° 51′ 34″ N, 2° 58′ 21″ E / 41.859507°N,2.972438°E                                          | bé integrant del patrimoni cultural català |                                       | Modifica les dades a Wikidata |
|        | Mas Mordenyach                  | Santa Cristina d'Aro | masia         | Estil: arquitectura popular                                              | 41° 48′ 14″ N, 2° 59′ 39″ E / 41.803993°N,2.994196°E                                          | bé integrant del patrimoni cultural català |                                       | Modifica les dades a Wikidata |
|        | Mas Patxot                      | Santa Cristina d'Aro | masia         |                                                                          | 41° 49′ 29″ N, 2° 56′ 56″ E / 41.8246331161247°N,2.9489190283722°E                            |                                            |                                       | Modifica les dades a Wikidata |
|        | Mas Pi                          | Santa Cristina d'Aro | masia         |                                                                          | 41° 48′ 16″ N, 3° 00′ 45″ E / 41.80456°N,3.012409°E                                           | bé integrant del patrimoni cultural català |                                       | Modifica les dades a Wikidata |
|        | Mas Pla                         | Santa Cristina d'Aro | masia         | Estil: arquitectura popular 16th century                                 | 41° 48′ 55″ N, 2° 58′ 27″ E / 41.815251°N,2.974109°E ca:Solius 42 msnm                        | bé integrant del patrimoni cultural català | Mas Pla (Santa Cristina d'Aro)        | Modifica les dades a Wikidata |
|        | Mas Pla                         | Santa Cristina d'Aro | masia         | Estil: arquitectura popular                                              | 41° 48′ 58″ N, 3° 01′ 03″ E / 41.816214°N,3.017438°E                                          | bé integrant del patrimoni cultural català |                                       | Modifica les dades a Wikidata |
|        | Mas Poncet                      | Santa Cristina d'Aro | masia         |                                                                          | 41° 51′ 47″ N, 2° 59′ 06″ E / 41.8631480443706°N,2.98496291938703°E                           |                                            |                                       | Modifica les dades a Wikidata |
|        | Mas Reixach de Bell-lloc        | Santa Cristina d'Aro | masia         | Estil: Renaixement                                                       | 41° 49′ 42″ N, 2° 59′ 09″ E / 41.82846°N,2.985722°E                                           | bé integrant del patrimoni cultural català |                                       | Modifica les dades a Wikidata |
|        | Mas Ribes                       | Santa Cristina d'Aro | masia         | Estil: neoclassicisme                                                    | 41° 50′ 15″ N, 2° 58′ 31″ E / 41.837542°N,2.975344°E                                          | bé integrant del patrimoni cultural català |                                       | Modifica les dades a Wikidata |
|        | Mas Riera                       | Santa Cristina d'Aro | masia         |                                                                          | 41° 51′ 12″ N, 3° 00′ 33″ E / 41.8533581782181°N,3.0090955645138°E                            |                                            |                                       | Modifica les dades a Wikidata |
|        | Mas Rigau                       | Santa Cristina d'Aro | masia         |                                                                          | 41° 47′ 47″ N, 3° 00′ 11″ E / 41.7962814996618°N,3.00294892059419°E                           |                                            |                                       | Modifica les dades a Wikidata |
|        | Mas Roca Rodona                 | Santa Cristina d'Aro | masia         |                                                                          | 41° 48′ 11″ N, 2° 59′ 42″ E / 41.8030186485436°N,2.99492010269194°E                           |                                            |                                       | Modifica les dades a Wikidata |
|        | Mas Sais                        | Santa Cristina d'Aro | masia         |                                                                          | 41° 47′ 43″ N, 3° 00′ 15″ E / 41.79530419751448°N,3.004117012023926°E                         |                                            |                                       | Modifica les dades a Wikidata |
|        | Mas Salvador                    | Santa Cristina d'Aro | masia         |                                                                          | 41° 51′ 35″ N, 2° 57′ 38″ E / 41.8596386217712°N,2.96068644960609°E                           |                                            |                                       | Modifica les dades a Wikidata |
|        | Mas Samaranc                    | Santa Cristina d'Aro | masia         |                                                                          | 41° 48′ 07″ N, 2° 59′ 34″ E / 41.801892662242°N,2.99278956109914°E                            |                                            |                                       | Modifica les dades a Wikidata |
|        | Mas Sant Josep                  | Santa Cristina d'Aro | masia         | Arquitecte: Joan Martorell i Montells Estil: arquitectura eclèctica 1887 | 41° 48′ 39″ N, 3° 01′ 07″ E / 41.81076°N,3.018665°E ca:Ctra. Castell d'Aro 23 msnm            | bé integrant del patrimoni cultural català | Mas Sant Josep (Santa Cristina d'Aro) | Modifica les dades a Wikidata |
|        | Mas Terrats                     | Santa Cristina d'Aro | masia         |                                                                          | 41° 52′ 21″ N, 3° 00′ 23″ E / 41.8724889833718°N,3.00635071726395°E                           |                                            |                                       | Modifica les dades a Wikidata |
|        | Mas Viader                      | Santa Cristina d'Aro | masia         | Estil: arquitectura popular                                              | 41° 48′ 54″ N, 2° 57′ 32″ E / 41.815036°N,2.95902°E                                           | bé integrant del patrimoni cultural català |                                       | Modifica les dades a Wikidata |
|        | Mas Vicenç                      | Santa Cristina d'Aro | masia edifici |                                                                          | 41° 48′ 48″ N, 2° 58′ 08″ E / 41.81324271631174°N,2.9689908027648926°E                        |                                            |                                       | Modifica les dades a Wikidata |
|        | Mas Vilabella                   | Santa Cristina d'Aro | masia         | Estil: arquitectura neoclàssica                                          | 41° 48′ 50″ N, 2° 57′ 38″ E / 41.813883°N,2.960622°E                                          | bé integrant del patrimoni cultural català |                                       | Modifica les dades a Wikidata |
|        | Mas de la Font                  | Santa Cristina d'Aro | masia         |                                                                          | 41° 50′ 09″ N, 3° 01′ 35″ E / 41.8359721472152°N,3.02647236973709°E                           |                                            |                                       | Modifica les dades a Wikidata |
|        | Mas de la Musiqueta             | Santa Cristina d'Aro | masia         |                                                                          | 41° 49′ 25″ N, 2° 58′ 39″ E / 41.8235434099416°N,2.97743420111194°E                           |                                            |                                       | Modifica les dades a Wikidata |
|        | Mas la Barraca                  | Santa Cristina d'Aro | masia         |                                                                          | 41° 49′ 07″ N, 2° 59′ 15″ E / 41.81857°N,2.987578°E ca:Ctra. de Santa Cristina d'aro C-250    | bé integrant del patrimoni cultural català |                                       | Modifica les dades a Wikidata |
|        | Xalet del Suro Gros             | Santa Cristina d'Aro | masia         |                                                                          | 41° 49′ 29″ N, 2° 56′ 50″ E / 41.824700585152115°N,2.9472005367279057°E 66 msnm               |                                            |                                       | Modifica les dades a Wikidata |
|        | Xalet del Turó                  | Santa Cristina d'Aro | masia         |                                                                          | 41° 49′ 23″ N, 2° 56′ 42″ E / 41.82300562141357°N,2.9449582099914555°E 98 msnm                |                                            |                                       | Modifica les dades a Wikidata |
|        | Xalet dels Rossinyols           | Santa Cristina d'Aro | masia         |                                                                          | 41° 49′ 28″ N, 2° 56′ 42″ E / 41.824396774197616°N,2.9451191425323486°E 76 msnm               |                                            |                                       | Modifica les dades a Wikidata |
|        | la Casa Nova de Can Bóta        | Santa Cristina d'Aro | masia         |                                                                          | 41° 52′ 09″ N, 2° 56′ 42″ E / 41.8690894308335°N,2.94505173454792°E                           |                                            |                                       | Modifica les dades a Wikidata |

## menhir
| imatge | Nom                         | Ubicat a             | instància de                | Detalls | coordenades                                                                  | Protecció                   | Commons (més fotos)                        | Dades a WD                    |
| ------ | --------------------------- | -------------------- | --------------------------- | ------- | ---------------------------------------------------------------------------- | --------------------------- | ------------------------------------------ | ----------------------------- |
|        | Menhir de Can Llaurador     | Santa Cristina d'Aro | menhir                      |         | 41° 48′ 18″ N, 2° 58′ 12″ E / 41.804969°N,2.970113°E 76 msnm                 |                             | Menhir de Can Llaurador                    | Modifica les dades a Wikidata |
|        | Menhir de la Murtra         | Santa Cristina d'Aro | menhir jaciment arqueològic |         | 41° 51′ 26″ N, 2° 59′ 08″ E / 41.8572576202553°N,2.98559078683149°E 316 msnm | bé cultural d'interès local | Menhir de la Murtra (Santa Cristina d'Aro) | Modifica les dades a Wikidata |
|        | Pedres Dretes d'en Lloveres | Santa Cristina d'Aro | menhir                      |         | 41° 49′ 28″ N, 3° 00′ 16″ E / 41.8244822589806°N,3.00453971744088°E          |                             |                                            | Modifica les dades a Wikidata |
|        | menhir del Terme Gros       | Santa Cristina d'Aro | menhir                      |         | 41° 46′ 47″ N, 2° 58′ 22″ E / 41.7796513569795°N,2.97264830842879°E          |                             |                                            | Modifica les dades a Wikidata |

## molí d'aigua
| imatge | Nom              | Ubicat a             | instància de | Detalls                     | coordenades                                                        | Protecció                                  | Commons (més fotos) | Dades a WD                    |
| ------ | ---------------- | -------------------- | ------------ | --------------------------- | ------------------------------------------------------------------ | ------------------------------------------ | ------------------- | ----------------------------- |
|        | Molí d'en Reixac | Santa Cristina d'Aro | molí d'aigua |                             | 41° 49′ 03″ N, 2° 58′ 41″ E / 41.817544886715°N,2.97797812457664°E |                                            |                     | Modifica les dades a Wikidata |
|        | Molí d'en Tarrés | Santa Cristina d'Aro | molí d'aigua | Estil: arquitectura popular | 41° 48′ 16″ N, 3° 00′ 23″ E / 41.804484°N,3.00642°E                | bé integrant del patrimoni cultural català |                     | Modifica les dades a Wikidata |
|        | Molí dels Frares | Santa Cristina d'Aro | molí d'aigua | Estil: arquitectura popular | 41° 48′ 19″ N, 3° 01′ 05″ E / 41.805181°N,3.018097°E               | bé integrant del patrimoni cultural català |                     | Modifica les dades a Wikidata |

## muntanya
| imatge | Nom                     | Ubicat a                                   | instància de | Detalls | coordenades                                                                     | Protecció | Commons (més fotos)                | Dades a WD                    |
| ------ | ----------------------- | ------------------------------------------ | ------------ | ------- | ------------------------------------------------------------------------------- | --------- | ---------------------------------- | ----------------------------- |
|        | Carcaixells d'en Dalmau | Santa Cristina d'Aro                       | muntanya     |         | 41° 47′ 36″ N, 2° 57′ 33″ E / 41.79321944°N,2.95912778°E 401.1 msnm             |           | Carcaixells d'en Dalmau            | Modifica les dades a Wikidata |
|        | Muntanya de Can Viader  | Santa Cristina d'Aro                       | muntanya cim |         | 41° 49′ 21″ N, 2° 57′ 14″ E / 41.822469939580344°N,2.953777313232422°E          |           |                                    | Modifica les dades a Wikidata |
|        | Pedralta                | Santa Cristina d'Aro                       | muntanya     |         | 41° 47′ 33″ N, 2° 58′ 53″ E / 41.792552°N,2.981352°E 303 msnm                   |           |                                    | Modifica les dades a Wikidata |
|        | Puig Aldric             | Santa Cristina d'Aro                       | muntanya     |         | 41° 52′ 03″ N, 2° 57′ 57″ E / 41.8676°N,2.96589°E 420.6 msnm                    |           |                                    | Modifica les dades a Wikidata |
|        | Puig Miquel             | Santa Cristina d'Aro                       | muntanya     |         | 41° 52′ 03″ N, 2° 58′ 33″ E / 41.8674515900784°N,2.975857257843018°E 616.5 msnm |           |                                    | Modifica les dades a Wikidata |
|        | Puig Rodó               | Santa Cristina d'Aro                       | muntanya     |         | 41° 50′ 32″ N, 3° 01′ 26″ E / 41.842175°N,3.02386389°E 290.8 msnm               |           |                                    | Modifica les dades a Wikidata |
|        | Puig d'en Ponç          | Santa Cristina d'Aro                       | muntanya     |         | 41° 50′ 39″ N, 2° 59′ 41″ E / 41.8443°N,2.99459°E 412.9 msnm                    |           |                                    | Modifica les dades a Wikidata |
|        | Puig d'en Roquet        | Santa Cristina d'Aro                       | muntanya     |         | 41° 52′ 03″ N, 2° 58′ 57″ E / 41.8675°N,2.98246°E 430.8 msnm                    |           |                                    | Modifica les dades a Wikidata |
|        | Puig de Matxacuca       | Santa Cristina d'Aro Llagostera            | muntanya     |         | 41° 47′ 22″ N, 2° 56′ 36″ E / 41.7895°N,2.94345°E 307.6 msnm                    |           |                                    | Modifica les dades a Wikidata |
|        | Puig de Portugal        | Santa Cristina d'Aro                       | muntanya     |         | 41° 49′ 04″ N, 2° 56′ 53″ E / 41.8178°N,2.94812°E 176.6 msnm                    |           |                                    | Modifica les dades a Wikidata |
|        | Puig de Sant Baldiri    | Santa Cristina d'Aro                       | muntanya     |         | 41° 46′ 43″ N, 2° 57′ 53″ E / 41.7785°N,2.96467°E 401.5 msnm                    |           |                                    | Modifica les dades a Wikidata |
|        | Puig de les Cabres      | Santa Cristina d'Aro                       | muntanya     |         | 41° 45′ 37″ N, 2° 57′ 46″ E / 41.76035833°N,2.962675°E 255.4 msnm               |           |                                    | Modifica les dades a Wikidata |
|        | Puig de les Cols        | Santa Cristina d'Aro Sant Feliu de Guíxols | muntanya     |         | 41° 46′ 50″ N, 2° 58′ 32″ E / 41.780436°N,2.975677°E 417 msnm                   |           | Puig de les Cols                   | Modifica les dades a Wikidata |
|        | Puig de les Rates       | Santa Cristina d'Aro                       | muntanya cim |         | 41° 49′ 18″ N, 2° 57′ 18″ E / 41.82173436916424°N,2.9549574851989746°E          |           |                                    | Modifica les dades a Wikidata |
|        | Puig de les Teules      | Santa Cristina d'Aro                       | muntanya     |         | 41° 49′ 33″ N, 3° 00′ 44″ E / 41.82570833°N,3.0123°E 273.7 msnm                 |           |                                    | Modifica les dades a Wikidata |
|        | Puig dels Dòlmens       | Santa Cristina d'Aro                       | muntanya     |         | 41° 50′ 49″ N, 2° 59′ 17″ E / 41.84683333°N,2.98797222°E 347.8 msnm             |           |                                    | Modifica les dades a Wikidata |
|        | Puig dels Dòlmens       | Santa Cristina d'Aro                       | muntanya     |         | 41° 50′ 51″ N, 2° 59′ 08″ E / 41.84747430588268°N,2.9854273796081543°E          |           |                                    | Modifica les dades a Wikidata |
|        | Roca Rodona             | Santa Cristina d'Aro                       | muntanya     |         | 41° 48′ 02″ N, 2° 59′ 28″ E / 41.8006°N,2.99105°E 126.9 msnm                    |           |                                    | Modifica les dades a Wikidata |
|        | Roca Rovira             | Santa Cristina d'Aro                       | muntanya     |         | 41° 50′ 14″ N, 3° 00′ 28″ E / 41.8372°N,3.00786°E 380.5 msnm                    |           |                                    | Modifica les dades a Wikidata |
|        | Roca del Sol            | Santa Cristina d'Aro                       | muntanya cim |         | 41° 47′ 39″ N, 2° 57′ 53″ E / 41.79424836360628°N,2.9646348953247075°E          |           |                                    | Modifica les dades a Wikidata |
|        | Rocatosa                | Santa Cristina d'Aro                       | muntanya     |         | 41° 47′ 57″ N, 2° 59′ 57″ E / 41.7991°N,2.9992°E 175.9 msnm                     |           |                                    | Modifica les dades a Wikidata |
|        | Roques Bessones         | Santa Cristina d'Aro                       | muntanya     |         | 41° 48′ 28″ N, 2° 57′ 16″ E / 41.80787778°N,2.95435833°E 169.1 msnm             |           |                                    | Modifica les dades a Wikidata |
|        | Turó de l'Avi           | Santa Cristina d'Aro                       | muntanya     |         | 41° 46′ 28″ N, 2° 57′ 40″ E / 41.7744°N,2.96115°E 356 msnm                      |           |                                    | Modifica les dades a Wikidata |
|        | Turó de l'Home          | Santa Cristina d'Aro                       | muntanya     |         | 41° 47′ 47″ N, 2° 58′ 48″ E / 41.79646111°N,2.97989167°E 279.5 msnm             |           |                                    | Modifica les dades a Wikidata |
|        | el Montclar             | Santa Cristina d'Aro                       | muntanya     |         | 41° 47′ 19″ N, 2° 57′ 22″ E / 41.7886622761°N,2.95619265406°E 401 msnm          |           | El Montclar (Santa Cristina d'Aro) | Modifica les dades a Wikidata |

## nucli d'entitat singular de població
| imatge | Nom                                  | Ubicat a                                 | instància de                                      | Detalls | coordenades                                                                    | Protecció | Commons (més fotos) | Dades a WD                    |
| ------ | ------------------------------------ | ---------------------------------------- | ------------------------------------------------- | ------- | ------------------------------------------------------------------------------ | --------- | ------------------- | ----------------------------- |
|        | Bell-lloc I                          | Bell-lloc Santa Cristina d'Aro           | nucli d'entitat singular de població              | 92 hab  | 41° 50′ 12″ N, 2° 58′ 52″ E / 41.8366942°N,2.98105103°E 104 msnm               |           |                     | Modifica les dades a Wikidata |
|        | Bell-lloc II                         | Bell-lloc Santa Cristina d'Aro           | nucli d'entitat singular de població              | 193 hab | 41° 50′ 16″ N, 2° 58′ 55″ E / 41.83771213°N,2.98189383°E 120 msnm              |           |                     | Modifica les dades a Wikidata |
|        | Mas Patxot                           | Solius Santa Cristina d'Aro              | nucli d'entitat singular de població              | 0 hab   | 41° 49′ 29″ N, 2° 56′ 54″ E / 41.82467805°N,2.94843344°E 55 msnm               |           |                     | Modifica les dades a Wikidata |
|        | Mas Trempat                          | Bufaganyes Santa Cristina d'Aro          | nucli d'entitat singular de població              | 416 hab | 41° 47′ 56″ N, 3° 00′ 39″ E / 41.79886593°N,3.01091327°E 75 msnm               |           |                     | Modifica les dades a Wikidata |
|        | Molí d'en Reixac                     | Solius Santa Cristina d'Aro              | nucli d'entitat singular de població              | 14 hab  | 41° 48′ 45″ N, 2° 57′ 56″ E / 41.812444°N,2.965605°E 75 msnm                   |           |                     | Modifica les dades a Wikidata |
|        | Pedralta                             | Bufaganyes Santa Cristina d'Aro          | nucli d'entitat singular de població              | 4 hab   | 41° 47′ 43″ N, 2° 59′ 57″ E / 41.79526478°N,2.999262891°E 157 msnm             |           |                     | Modifica les dades a Wikidata |
|        | Roca de Malvet I                     | Roca de Malvet Santa Cristina d'Aro      | nucli d'entitat singular de població              | 276 hab | 41° 49′ 45″ N, 2° 59′ 53″ E / 41.8291028°N,2.99800911°E 113 msnm               |           |                     | Modifica les dades a Wikidata |
|        | Roca de Malvet II                    | Roca de Malvet Santa Cristina d'Aro      | nucli d'entitat singular de població              | 136 hab | 41° 49′ 58″ N, 2° 59′ 53″ E / 41.83282268°N,2.99802108°E 175 msnm              |           |                     | Modifica les dades a Wikidata |
|        | Rosamar                              | Canyet Santa Cristina d'Aro              | nucli d'entitat singular de població urbanització | 83 hab  | 41° 45′ 43″ N, 2° 58′ 40″ E / 41.76199706041996°N,2.9777240753173833°E 37 msnm |           |                     | Modifica les dades a Wikidata |
|        | Sant Miquel d'Aro                    | Santa Cristina d'Aro Romanyà de la Selva | nucli d'entitat singular de població              | 199 hab | 41° 51′ 44″ N, 2° 58′ 03″ E / 41.8623608702434°N,2.96763693673265°E 226 msnm   |           |                     | Modifica les dades a Wikidata |
|        | Sector Casa Groga                    | Salom Santa Cristina d'Aro               | nucli d'entitat singular de població              | 7 hab   | 41° 48′ 54″ N, 3° 00′ 43″ E / 41.81510838°N,3.012039742°E 48 msnm              |           |                     | Modifica les dades a Wikidata |
|        | Sector del Càmping Mas de Sant Josep | Bufaganyes Santa Cristina d'Aro          | nucli d'entitat singular de població              | 17 hab  | 41° 48′ 10″ N, 3° 00′ 39″ E / 41.80283642°N,3.010897716°E 37 msnm              |           |                     | Modifica les dades a Wikidata |
|        | Urbanització de Vall Repòs           | Romanyà de la Selva Santa Cristina d'Aro | nucli d'entitat singular de població urbanització | 138 hab | 41° 51′ 43″ N, 3° 00′ 11″ E / 41.86188847°N,3.00311719°E 159 msnm              |           |                     | Modifica les dades a Wikidata |
|        | el Golf Costa Brava                  | el Vilar Santa Cristina d'Aro            | nucli d'entitat singular de població              | 503 hab | 41° 48′ 20″ N, 2° 58′ 55″ E / 41.80562018°N,2.98202293°E 62 msnm               |           |                     | Modifica les dades a Wikidata |
|        | les Teules I                         | Salom Santa Cristina d'Aro               | nucli d'entitat singular de població              | 183 hab | 41° 49′ 12″ N, 3° 00′ 39″ E / 41.82003232°N,3.0109171°E 99 msnm                |           |                     | Modifica les dades a Wikidata |
|        | les Teules II                        | Salom Santa Cristina d'Aro               | nucli d'entitat singular de població              | 84 hab  | 41° 49′ 19″ N, 3° 00′ 41″ E / 41.82195977°N,3.01131481°E 140 msnm              |           |                     | Modifica les dades a Wikidata |

## nucli de població
| imatge | Nom                | Ubicat a             | instància de      | Detalls | coordenades                                                       | Protecció | Commons (més fotos) | Dades a WD                    |
| ------ | ------------------ | -------------------- | ----------------- | ------- | ----------------------------------------------------------------- | --------- | ------------------- | ----------------------------- |
|        | Urb. de Vall Repòs | Santa Cristina d'Aro | nucli de població |         | 41° 52′ 07″ N, 2° 59′ 52″ E / 41.868702816546°N,2.9976710595665°E |           |                     | Modifica les dades a Wikidata |
|        | les Teules         | Santa Cristina d'Aro | nucli de població |         | 41° 49′ 19″ N, 3° 00′ 52″ E / 41.821866432524°N,3.0145302770231°E |           |                     | Modifica les dades a Wikidata |

## pedrera
| imatge | Nom                | Ubicat a             | instància de | Detalls | coordenades                                                            | Protecció | Commons (més fotos) | Dades a WD                    |
| ------ | ------------------ | -------------------- | ------------ | ------- | ---------------------------------------------------------------------- | --------- | ------------------- | ----------------------------- |
|        | Pedrera d'en Geli  | Santa Cristina d'Aro | pedrera      |         | 41° 48′ 07″ N, 2° 59′ 59″ E / 41.802046005893°N,2.99971110025666°E     |           |                     | Modifica les dades a Wikidata |
|        | pedrera Mas Patxot | Santa Cristina d'Aro | pedrera      |         | 41° 49′ 06″ N, 2° 56′ 38″ E / 41.81832824817504°N,2.9439282417297368°E |           |                     | Modifica les dades a Wikidata |

## platja
| imatge | Nom                                          | Ubicat a                          | instància de                                         | Detalls                | coordenades                                                       | Protecció | Commons (més fotos)   | Dades a WD                    |
| ------ | -------------------------------------------- | --------------------------------- | ---------------------------------------------------- | ---------------------- | ----------------------------------------------------------------- | --------- | --------------------- | ----------------------------- |
|        | Caleta de Concagats                          | Santa Cristina d'Aro              | platja platja d'arena daurada codolar                | Llarg: 75m Ample: 15m  | 41° 45′ 17″ N, 2° 58′ 30″ E / 41.754821°N,2.974906°E              |           |                       | Modifica les dades a Wikidata |
|        | platja de Canyet                             | Santa Cristina d'Aro              | platja platja d'arena daurada codolar                | Llarg: 50m Ample: 15m  | 41° 45′ 35″ N, 2° 58′ 51″ E / 41.75961°N,2.98076°E                |           | Platja de Canyet      | Modifica les dades a Wikidata |
|        | platja de Vallpresona                        | Santa Cristina d'Aro Tossa de Mar | platja codolar platja nudista                        | Llarg: 280m Ample: 20m | 41° 45′ 11″ N, 2° 58′ 16″ E / 41.75317°N,2.97101°E                |           | Es Codolar            | Modifica les dades a Wikidata |
|        | platja del Senyor Ramon                      | Santa Cristina d'Aro              | platja platja nudista platja d'arena daurada codolar | Llarg: 150m Ample: 15m | 41° 45′ 26″ N, 2° 58′ 36″ E / 41.75724°N,2.97654°E                |           |                       | Modifica les dades a Wikidata |
|        | platja dels Canyerets (Santa Cristina d'Aro) | Santa Cristina d'Aro              | platja platja d'arena daurada                        | Llarg: 50m Ample: 40m  | 41° 45′ 36″ N, 2° 58′ 58″ E / 41.759900000226°N,2.9827000000979°E |           | Platja dels Canyerets | Modifica les dades a Wikidata |

## plaça
| imatge | Nom              | Ubicat a             | instància de | Detalls | coordenades                                                            | Protecció | Commons (més fotos) | Dades a WD                    |
| ------ | ---------------- | -------------------- | ------------ | ------- | ---------------------------------------------------------------------- | --------- | ------------------- | ----------------------------- |
|        | Plaça del Mercat | Santa Cristina d'Aro | plaça        |         | 41° 48′ 46″ N, 2° 59′ 47″ E / 41.81268296329392°N,2.9963171482086186°E |           |                     | Modifica les dades a Wikidata |
|        | plaça del Pedró  | Santa Cristina d'Aro | plaça        |         | 41° 49′ 01″ N, 3° 00′ 11″ E / 41.81693296555813°N,3.0031889677047734°E |           |                     | Modifica les dades a Wikidata |

## poblat ibèric
| imatge | Nom                                   | Ubicat a             | instància de                       | Detalls | coordenades                                                            | Protecció | Commons (més fotos)            | Dades a WD                    |
| ------ | ------------------------------------- | -------------------- | ---------------------------------- | ------- | ---------------------------------------------------------------------- | --------- | ------------------------------ | ----------------------------- |
|        | Jaciment ibèric del Camí de Can Duran | Santa Cristina d'Aro | poblat ibèric jaciment arqueològic |         | 41° 48′ 13″ N, 2° 57′ 53″ E / 41.80358229234589°N,2.9646134376525883°E |           |                                | Modifica les dades a Wikidata |
|        | Poblat ibèric de la Plana Basarda     | Santa Cristina d'Aro | poblat ibèric jaciment arqueològic |         | 41° 47′ 14″ N, 2° 58′ 05″ E / 41.787288°N,2.968093°E 275 msnm          |           | Poblat ibèric de Plana Basarda | Modifica les dades a Wikidata |

## pont
| imatge | Nom                    | Ubicat a             | instància de | Detalls | coordenades                                                                  | Protecció | Commons (més fotos)    | Dades a WD                    |
| ------ | ---------------------- | -------------------- | ------------ | ------- | ---------------------------------------------------------------------------- | --------- | ---------------------- | ----------------------------- |
|        | Pont de Canyet         | Santa Cristina d'Aro | pont         |         | 41° 45′ 56″ N, 2° 58′ 28″ E / 41.765636844791°N,2.97447089431236°E           |           |                        | Modifica les dades a Wikidata |
|        | Pont del Salt del Llop | Santa Cristina d'Aro | pont         |         | 41° 50′ 51″ N, 2° 57′ 51″ E / 41.847450329392935°N,2.964280843734741°E       |           | Pont del Salt del Llop | Modifica les dades a Wikidata |
|        | Pont dels Aritjols     | Santa Cristina d'Aro | pont         |         | 41° 47′ 45″ N, 2° 57′ 34″ E / 41.7956978995922°N,2.95935341056911°E 273 msnm |           | Pont dels Aritjols     | Modifica les dades a Wikidata |

## rectoria
| imatge | Nom                                | Ubicat a             | instància de | Detalls            | coordenades                                                                                       | Protecció                                  | Commons (més fotos)                | Dades a WD                    |
| ------ | ---------------------------------- | -------------------- | ------------ | ------------------ | ------------------------------------------------------------------------------------------------- | ------------------------------------------ | ---------------------------------- | ----------------------------- |
|        | Rectoria de Bell-lloc              | Santa Cristina d'Aro | rectoria     |                    | 41° 50′ 23″ N, 2° 58′ 40″ E / 41.839812°N,2.977909°E ca:Bell-lloc. Ctra. GIV-6613, km 2,200, camí | bé integrant del patrimoni cultural català | Rectoria de Bell-lloc d'Aro        | Modifica les dades a Wikidata |
|        | Rectoria de Sant Baldiri de Solius | Santa Cristina d'Aro | rectoria     | Estil: Renaixement | 41° 46′ 41″ N, 2° 57′ 44″ E / 41.77804°N,2.962274°E                                               | bé integrant del patrimoni cultural català | Rectoria de Sant Baldiri de Solius | Modifica les dades a Wikidata |
|        | Rectoria de Sant Martí de Romanyà  | Santa Cristina d'Aro | rectoria     | Estil: Renaixement | 41° 51′ 13″ N, 2° 59′ 05″ E / 41.853717°N,2.984602°E                                              | bé integrant del patrimoni cultural català | Rectoria de Sant Martí de Romanyà  | Modifica les dades a Wikidata |

## serra
| imatge | Nom                | Ubicat a                        | instància de | Detalls | coordenades                                                         | Protecció | Commons (més fotos) | Dades a WD                    |
| ------ | ------------------ | ------------------------------- | ------------ | ------- | ------------------------------------------------------------------- | --------- | ------------------- | ----------------------------- |
|        | Serra Llonga       | Santa Cristina d'Aro            | serra        |         | 41° 50′ 17″ N, 3° 01′ 03″ E / 41.83807222°N,3.01745°E 321.7 msnm    |           |                     | Modifica les dades a Wikidata |
|        | Serra de les Comes | Santa Cristina d'Aro Llagostera | serra        |         | 41° 47′ 23″ N, 2° 56′ 35″ E / 41.78962778°N,2.94309444°E 329.6 msnm |           |                     | Modifica les dades a Wikidata |

## Misc
| imatge | Nom                                        | Ubicat a             | instància de         | Detalls                                   | coordenades                                                             | Protecció                                            | Commons (més fotos)                        | Dades a WD                    |
| ------ | ------------------------------------------ | -------------------- | -------------------- | ----------------------------------------- | ----------------------------------------------------------------------- | ---------------------------------------------------- | ------------------------------------------ | ----------------------------- |
|        | Capella dels Carcaixells                   | Santa Cristina d'Aro | oratori              |                                           | 41° 47′ 49″ N, 2° 57′ 36″ E / 41.796886°N,2.959902°E 225 msnm           |                                                      | Capella dels Carcaixells                   | Modifica les dades a Wikidata |
|        | Càmping Santa Cristina                     | Santa Cristina d'Aro | campament Equipament |                                           | 41° 48′ 12″ N, 3° 00′ 34″ E / 41.803254388157626°N,3.0095243453979497°E |                                                      |                                            | Modifica les dades a Wikidata |
|        | Forn Romà de Solius                        | Santa Cristina d'Aro | forn                 |                                           | 41° 48′ 29″ N, 2° 57′ 40″ E / 41.80817277478238°N,2.96107828617096°E    |                                                      |                                            | Modifica les dades a Wikidata |
|        | Monument funerari de Joaquim Almeda i Roig | Santa Cristina d'Aro | monument             |                                           | 41° 51′ 13″ N, 2° 59′ 04″ E / 41.853591°N,2.984343°E                    | bé integrant del patrimoni cultural català           | Monument funerari de Joaquim Almeda i Roig | Modifica les dades a Wikidata |
|        | Puig d'En Pons                             | Santa Cristina d'Aro | vèrtex geodèsic      | Alt: 1.2m                                 | 41° 50′ 40″ N, 2° 59′ 42″ E / 41.844308°N,2.995133°E 414.215 msnm       |                                                      |                                            | Modifica les dades a Wikidata |
|        | Rescolosa de Mas Salvador                  | Santa Cristina d'Aro | resclosa de desguàs  |                                           | 41° 51′ 20″ N, 2° 57′ 40″ E / 41.85568972059153°N,2.961180210113526°E   |                                                      |                                            | Modifica les dades a Wikidata |
|        | casa consistorial de Santa Cristina d'Aro  | Santa Cristina d'Aro | casa consistorial    |                                           | 41° 48′ 43″ N, 2° 59′ 49″ E / 41.8120412°N,2.9968675°E                  |                                                      |                                            | Modifica les dades a Wikidata |
|        | castell de Solius                          | Santa Cristina d'Aro | castell              | Estil: arquitectura popular Estat: ruïnós | 41° 48′ 37″ N, 2° 57′ 51″ E / 41.81027778°N,2.96416667°E                | bé d'interès cultural bé cultural d'interès nacional | Castell de Solius                          | Modifica les dades a Wikidata |
|        | cementiri de Romanyà de la Selva           | Romanyà de la Selva  | cementiri            |                                           | 41° 51′ 28″ N, 2° 59′ 19″ E / 41.857719436760824°N,2.9885816574096684°E |                                                      |                                            | Modifica les dades a Wikidata |
|        | pou de glaç de Masriera                    | Santa Cristina d'Aro | celler de gel        | Estil: arquitectura popular               |                                                                         | bé integrant del patrimoni cultural català           |                                            | Modifica les dades a Wikidata |